# Tyrosol
Le tyrosol est un antioxydant phénolique naturel présent dans les feuilles d'olivier et dans l'huile d'olive, et dans une moindre mesure dans l'huile d'argane et dans le vin blanc, où il aurait des vertus cardioprotectrices. Il dérive du 2-phényléthanol.
Bien qu'il ne soit pas aussi puissant que d'autres antioxydants de l'huile d'olive tels que l'oleuropéine et l'oléocanthal, il est en revanche bien plus largement distribué dans le régime méditerranéen et jouerait un rôle significatif dans les aspects bénéfiques pour la santé de ce régime alimentaire. 